# Joop Dirks
Joop Dirks (28 de abril de 1931) es un deportista neerlandés que compitió en judo. Ganó tres medallas de bronce en el Campeonato Europeo de Judo en los años 1957 y 1958.

## Palmarés internacional
| Campeonato Europeo | Campeonato Europeo      | Campeonato Europeo | Campeonato Europeo |
| Año                | Lugar                   | Medalla            | Categoría          |
| ------------------ | ----------------------- | ------------------ | ------------------ |
| 1957               | Róterdam (Países Bajos) | Medalla de bronce  | +80 kg             |
| 1957               | Róterdam (Países Bajos) | Medalla de bronce  | 1.er dan           |
| 1958               | Barcelona (España)      | Medalla de bronce  | 1.er dan           |